# 김유빈 (e스포츠인)
김유빈(1998년 4월 12일 ~ )은 대한민국의 전직 카트라이더 지도자 겸 프로게이머로 아이디는 FELIZ를 사용했다.

## 지도자 시절
2022년 7월, FINALE e-sports 감독으로 활동하게 되면서 커리어를 시작했다. 2022-2시즌 5위를 기록했다. 2022수퍼컵 7위를 기록했다.
2023년 3월 2일, 성남 ROX의 감독으로 선임되었다. 프리시즌1 4위를 기록했다. 프리시즌2 3위를 달성했다. 이후 사임했다.
2023년 8월, FINALE e-sports 감독 겸 선수로 활동하게 되었다. 2023시즌 7위를 기록했다.

## 선수 시절
2023년 8월, FINALE e-sports 소속 후보 선수로 활동하게 되면서 선수 커리어를 시작했다. 2023시즌 팀전 한 경기에 출전했다.

## 소속팀

### 지도자
| # | 팀명            | 직책 | 소속 기간                 | 소속 리그 | 비고 |
| - | --------------- | ---- | ------------------------- | --------- | ---- |
| 1 | FINALE e-sports | 감독 | 2022                      | KRL       |      |
| 2 | ROX 게이밍      | 감독 | 2023.03.02. ~ 2023.07.31. | KDL       |      |
| 3 | FINALE e-sports | 감독 | 2023.08.25. ~ 2023.12.09. | KDL       |      |

### 선수
| # | 팀명            | 소속 기간                 | 소속 리그 | 비고 |
| - | --------------- | ------------------------- | --------- | ---- |
| 1 | FINALE e-sports | 2023.08.25. ~ 2023.12.09. | KDL       |      |

## 수상 내역

### 지도자
- 카트라이더: 드리프트 리그 프리시즌 2 팀전 3위